# William Trubridge

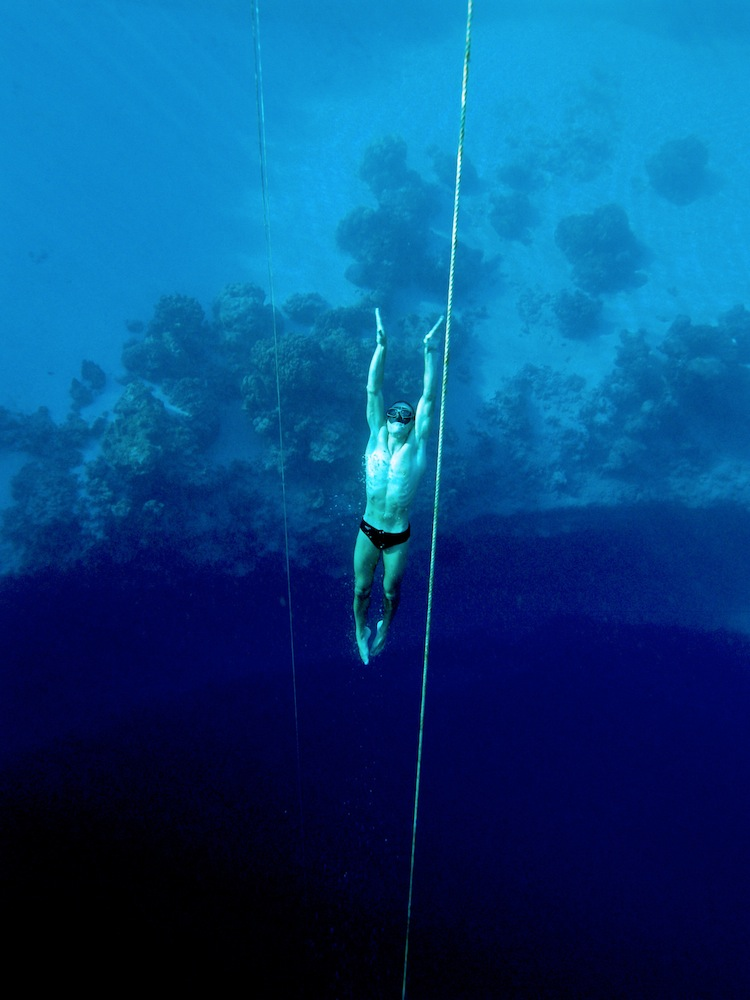
Trubridge lors d'une plongée en apnée

William Trubridge MNZM (né le 24 mai 1980) est un apnéiste néo-zélandais, ayant battu à plusieurs reprises des records du monde.
En 2010, Trubridge devient le premier plongeur à descendre à plus de 100 m (328 pi) de profondeur en apnée et sans palme, grâce à sa seule force musculaire. Il détient, depuis 2011, le record du monde dans la catégorie poids constant sans palmes (CNF), qu'il améliore en 2016.

## Biographie
Trubridge naît en Angleterre, avant que sa famille ne déménage en Nouvelle Zélande,. Il sait nager depuis ses deux ans.
Il commence la plongée et l'apnée en 2003.
Depuis 2008, Trubridge organise la Vertical Blue, une compétition de plongée libre dans le Trou bleu de Dean (Bahamas). Vertical Blue est aussi le nom de son centre de formation.
Le 15 février 2019, Trubridge devient le premier homme à effectuer une « traversée sous-marine » d'un canal majeur, le détroit de Cook, en une série de 934 plongées en apnée. Il porte des palmes et se propulse horizontalement sous l'eau en effectuant des ondulations dauphin, à une profondeur comprise entre 3 et 5 mètres. Il ne refait surface que pour de courtes périodes de récupération, au cours desquelles il reste immobile. La traversée dure 9 heures et 15 minutes. Son objectif est de sensibiliser le public au sort des dauphins d'Hector et Māui de Nouvelle-Zélande, qui sont menacés d'extinction, principalement en raison de la surpêche dans leurs aires de répartition.
En 2021, Trubridge est nommé membre de l'Ordre du mérite néo-zélandais, pour services à la plongée libre.

## Records du monde
- 81 m (265,74 ft) Poids constant sans palmes, 9 avril 2007
- 82 m (269.02 ft) Poids constant sans palmes, 11 avril 2007
- 84 m (275,59 ft) Poids constant sans palmes, 4 avril 2008
- 107 m (351,04 ft) Immersion libre, 8 avril 2008
- 86 m (282,15 ft) Poids constant sans palmes, 10 avril 2008
- 108 m (354,33 ft) Immersion libre, 11 avril 2008
- 88 m (288,71 ft) Poids constant sans palmes, 10 avril 2009
- 90 m (295,27 ft) Poids constant sans palmes, 3 décembre 2009
- 92 m (301,83 ft) Poids constant sans palmes, 19 avril 2010
- 116 m (380,57 ft) Immersion libre, 22 avril 2010
- 95 m (311,67 ft) Poids constant sans palmes, 26 avril 2010
- 96 m (314,96 ft) Poids constant sans palmes, 10 décembre 2010
- 100 m (328,08 ft) Poids constant sans palmes, 14 décembre 2010
- 101 m (331,36 ft) Poids constant sans palmes, 16 décembre 2010
- 121 m (396,98 ft) Immersion libre, 10 avril 2011
- 122m (~400 ft) Immersion libre, 30 avril 2016
- 124 mètres (~407 ft) Immersion libre, 2 mai 2016 [6]
- 102 m (334,65 ft) Poids constant sans palmes, 21 juillet 2016 [7]

## Records personnels
| Discipline | Discipline | Résultat | Accréditation |
| ---------- | ---------- | -------- | ------------- |
|            |            |          |               |
| Temps      | STA        | 7:29min  | AIDA          |
|            |            |          |               |
| Distance   | DNF        | 187m     | AIDA          |
| Distance   | DYN        | 237m     | AIDA          |
|            |            |          |               |
| Profondeur | CNF        | 102m     | AIDA          |
| Profondeur | CWT        | 121m     | AIDA          |
| Profondeur | CWT BF     |          | CMAS          |
| Profondeur | FIM        | 124m     | AIDA          |
| Profondeur | VWT        |          |               |
| Profondeur | TNL        |          |               |
|            |            |          |               |
| Équipe     | Équipe     | 313.3pts | AIDA          |